# Rivières, Charente

Rivières este o comună în departamentul Charente, Franța. În 1 ianuarie 2022 avea o populație de 2.023 de locuitori.